# Lauri Karvonen
Lauri Antero Karvonen, född 21 november 1952 i Uleåborg, Finland, är en finländsk statsvetare.
Karvonen avlade politices doktorsexamen vid Åbo Akademi 1981 på en avhandling Med vårt västra grannland som förebild: en undersökning av policydiffusion från Sverige till Finland. Hans handledare var professor Dag Anckar.
Efter en forskartjänst vid Århus universitet i Danmark kom han att verka vid Åbo Akademi och Finlands Akademi innan han utnämndes til professor i jämförande politik vid Bergens universitet 1994. Fyra år senare, 1998, var han tillbaka i Åbo som professor i statsvetenskap. Han har fungerat som handledare till flera namnkunniga finländska och svenska statsvetare, exempelvis Carsten Anckar. Hans forskning har främst rört sig inom jämförande politik och han har även gett ut flera läroböcker kring demokrati och statsskick. Han har även varit gästprofessor vid det svenska Demokratiinstitutet kopplat till Mittuniversitetet.
Lauri Karvonen mottog Hugo Bergroth-sällskapets språkvårdspris 2011. I prismotiveringen lyfte man fram Karvonens förmåga att på ett klart och begripligt sätt formulera och förmedla vetenskaplig kunskap åt både studenter och den breda allmänheten. Han har skrivit många vetenskapliga verk och läroböcker på svenska och är uppskattad för sina politiska analyser, som han gärna levererar med en dos humor i radio och tv. I motiveringen nämndes också att Karvonen har verkat för en levande svenska bland idrottande ungdomar i Åbo och sett till att t.ex. handboll på svenska fått ett lyft. Tack vare sitt välvårdade språk och sitt okonstlade sätt att uttrycka sig utgör han ett föredöme för kommande statsvetare och samhällspåverkare.